# Organopoda signifera
Organopoda signifera là một loài bướm đêm trong họ Geometridae.